# Rubiel Vazquez
Rubiel Vazquez (* 23. März 1990) ist ein US-amerikanischer Fußballschiedsrichter.
Seit seinem Debüt im Juli 2017 ist Vazquez Schiedsrichter in der Major League Soccer (MLS); er leitete bisher über 95 Spiele.
Seit 2020 steht Vazquez auf der Liste der FIFA-Schiedsrichter und leitet internationale Fußballpartien. Beim Gold Cup 2023 in den USA und Kanada pfiff Vazquez ein Gruppenspiel in der Gruppe D. Zudem leitete er Spiele in der CONCACAF Nations League Gruppe B und C, in der CONCACAF-Qualifikation für die Weltmeisterschaft 2022 in Katar sowie in der CONCACAF League.